# Laurent Cassegrain
Pour les articles homonymes, voir Cassegrain.
Laurent Cassegrain, né dans la région de Chartres, actuellement département français d'Eure-et-Loir, vers 1629 et mort à Chaudon le 31 août 1693, est un prêtre et physicien français.

## Biographie
Fils de Mathurin Cassegrain, épicier et mercier à Chartres, et de Jehanne Marquet, il a été professeur de sciences au collège Pocquet de Chartres et curé de Chaudon (Eure-et-Loir). Laurent Cassegrain est à l'origine du télescope de type Cassegrain, comportant un primaire parabolique et un secondaire convexe hyperbolique, contrairement au télescope de Gregory dont le secondaire est une ellipse concave. Son télescope a fait l'objet d'une publication dans le Journal des savants en date du 25 avril 1672. Le principe de son télescope fut combattu par Newton qui le jugeait irréalisable et sans véritable intérêt.
L'illumination dite de cassegrain a été reprise dans le domaine des transmissions et antennes paraboliques, notamment pour la TV par satellite, pour améliorer les performances des antennes domestiques en matière de gain (environ 1 dBi) et d'angle d'ouverture, plus refermé, donc plus sélective.

## Hommages

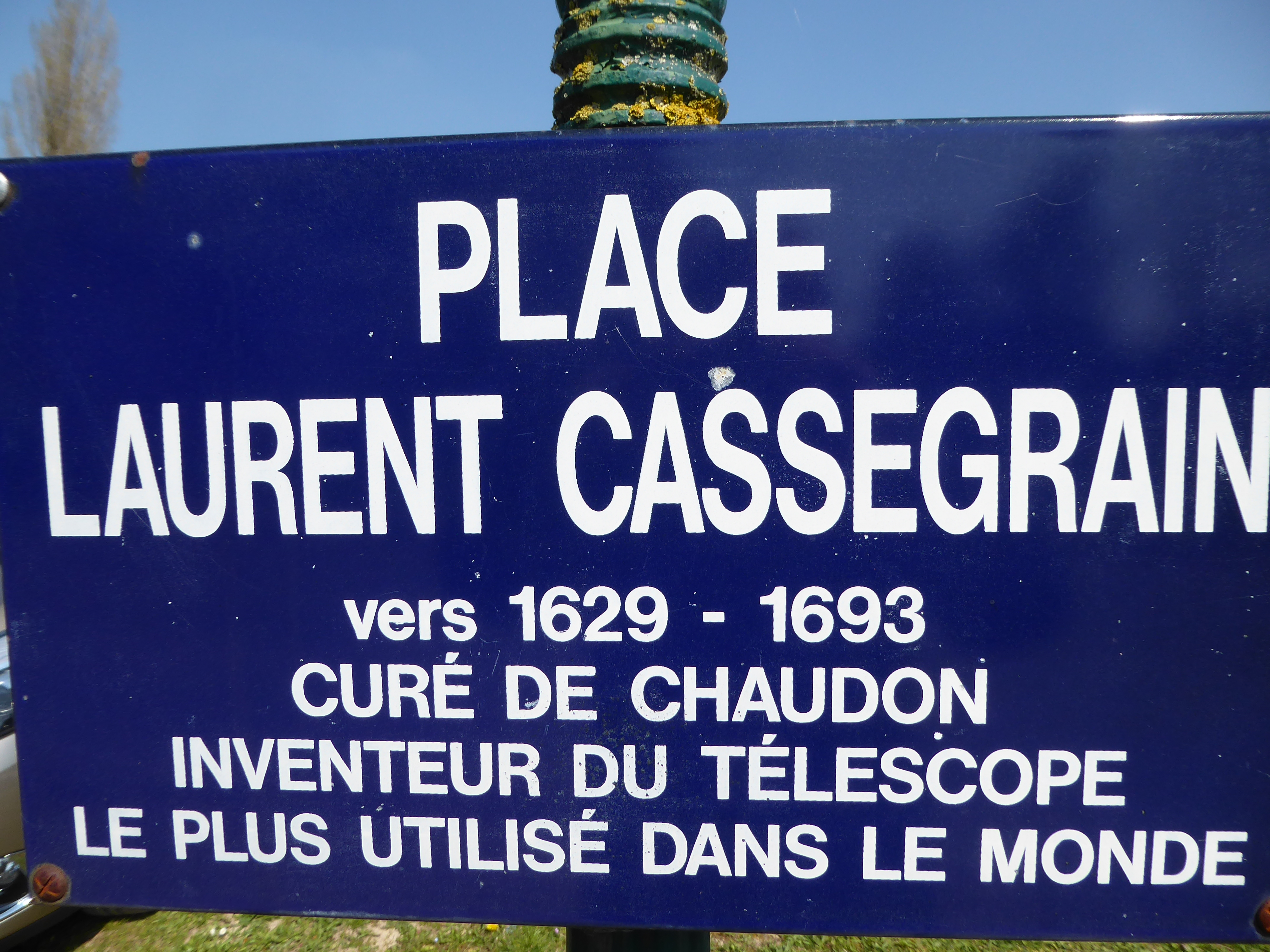
Plaque de la place Laurent Cassegrain à Chaudon.

- En 1970, l'Union astronomique internationale a donné le nom de Cassegrain à un cratère lunaire ;
- La ville de Chaudon en Eure-et-Loir a donné son nom à une place jouxtant l'église Saint-Médard, dans laquelle il officia au moins de 1654 à sa mort ;
- L'astéroïde (44110) Cassegrain porte son nom.

## Sources
- Christian Huygens, Réflexions sur la description d'une lunette publiée sous le nom de M. Cassegrain (lettre #1892, adressée à Jean Gallois), Œuvres complètes, vol. 7, p. 189-191, 1888.
- André Baranne et Françoise Launay, "Cassegrain: un célèbre inconnu de "l’astronomie instrumentale",  J. Opt. vol. 28, 1997, no. 4, p. 158-172(15).